# Rouvres (Calvados)
Rouvres è un comune francese di 227 abitanti situato nel dipartimento del Calvados nella regione della Normandia.

## Società

### Evoluzione demografica
Abitanti censiti